# Incidente UFO del lago Falcon
Per incidente del lago Falcon si intende un presunto avvistamento di UFO verificatosi nel 1967 in Canada vicino alle rive del lago Falcon nella provincia di Manitoba. Il testimone affermò di avere riportato danni fisici a seguito dell'incontro ravvicinato con l'UFO..

## Cronologia degli eventi
Il 19 maggio 1967 Stefan Michalak, meccanico di professione con l’hobby della geologia, residente a Winnipeg, decise di passare il fine settimana nel Parco di Whiteshell per dedicarsi al suo hobby. Dopo avere passato la notte in un motel sull’Autostrada Transcanadese, partì di mattina alle 5.30 alla volta del lago Falcon. Secondo il suo racconto, alle 12.15 circa, mentre esaminava una vena di quarzo vicino alla riva del lago, sentì i versi di alcune oche selvatiche e vide i volatili che scappavano come se fossero spaventati da qualcosa. Egli alzò gli occhi e vide due oggetti grigi a forma di sigaro, con una specie di gobba nella parte superiore. Gli oggetti cominciarono a scendere di quota diventando rossi e avvicinandosi al suolo rivelarono una forma a disco. Uno degli oggetti si fermò a mezz’aria, mentre l’altro atterrò. All’improvviso, l’oggetto sospeso in aria cominciò a salire di quota, cambiando colore da rosso ad arancione e poi a grigio, quindi volò in direzione ovest e sparì tra le nubi. Michalak riportò la sua attenzione sull’oggetto che era atterrato, che aveva cambiato colore da rosso a grigio ed appariva come un disco di circa 13 metri di diametro e un’altezza di circa 3 metri, con una cupola nella parte superiore. Su uno dei lati dell’oggetto si spalancò un’apertura, da cui vide uscire una luce, poi sentì due voci, una delle quali con un timbro più acuto dell’altro, ma non capì cosa dicessero. Pensando che fosse un velivolo militare sperimentale, Michalak si rivolse agli ipotetici occupanti in inglese; non ottenendo risposta, essendo poliglotta parlò in altre lingue (compreso il russo), ma senza risultato. Si avvicinò allora all’apertura e vide all’interno un pannello con una serie di luci. All’improvviso l’apertura fu chiusa da tre pannelli scorrevoli. Michalak toccò i pannelli con la mano ricoperta da un guanto, sentì un forte calore e la ritrasse. Senza alcun preavviso, l’oggetto cambiò posizione e Michalak si ritrovò di fronte ad una specie di griglia, da cui uscì un getto di gas caldo che lo investì in pieno. Dolorante e preso dal panico, si gettò a terra e si rialzò appena in tempo per vedere la partenza dell’oggetto, che si alzò in cielo cambiando colore come aveva fatto precedentemente l’altro oggetto e scomparve alla vista. Scioccato, l’uomo si guardò attorno e vide gli effetti di un forte spostamento d’aria.
Nel giro di qualche minuto, Michalak avvertì nausea e mal di testa e decise di tornare in albergo, incamminandosi a piedi. Arrivato finalmente all’autostrada, incontrò una macchina della Polizia a cavallo Canadese; raccontò l’accaduto al poliziotto, che andò via rifiutandosi di aiutarlo, comportandosi come se lo ritenesse ubriaco. Arrivato in albergo intorno alle 16, Michalak andò al bar e chiese di chiamare un medico, ma il barista gli rispose che lo studio medico più vicino si trovava a più di 75 km da lì. Egli decise allora di tornare nella sua città e chiamò il giornale Winnipeg Tribune sperando che potesse mandare qualcuno a prenderlo in cambio del racconto della storia, ma essendo sabato in redazione c’erano poche persone e non poterono accontentarlo. Michalak decise allora di prendere l’autobus e telefonò a sua moglie, la informò di avere avuto un incidente e le disse di mandare il figlio a prenderlo alla fermata dell’autobus. Egli partì alle 20.45 e arrivò a Winnipeg alle 22.15; il figlio lo accompagnò subito all’ospedale. Il medico di turno riscontrò bruciature sul torace e sullo stomaco; dopo avergli fasciato le ferite e prescritto un sedativo, lo mandò a casa.
Il giorno successivo, continuando a sentirsi male, contattò il suo medico e gli raccontò la storia dell’UFO. Il professionista gli prescrisse un medicinale antinausea e un antidolorifico e gli consigliò altri accertamenti. L’indomani, Michalak si recò al reparto di radiologia dell’ospedale ma l’aspetto delle bruciature non suggeriva una causa da radiazioni, pertanto gli fu diagnosticata una bruciatura di origine termica. Fu poi visitato da un dermatologo, che gli prescrisse per le bruciature un prodotto antibatterico da applicare localmente. Continuando ancora a sentirsi male, si fece ricoverare per accertamenti in una clinica e gli fu riscontrata una diminuzione dei globuli bianchi. Fu esaminato anche al centro di ricerche nucleari di Whiteshell, ma non fu trovata su di lui alcuna traccia di radiazioni. L’uomo recuperò completamente la salute dopo un mese e affermò di avere perso circa dodici chili nella settimana successiva all’incontro con l’UFO.

## Inchiesta ufficiale
L’episodio fu indagato inizialmente dalla Polizia a cavallo canadese, che in seguito fu affiancata dalla Royal Canadian Air Force. Dopo avere interrogato Michalak, gli investigatori acquisirono il rapporto del poliziotto che aveva incontrato Michalak. Nel rapporto, redatto il giorno successivo all’incidente, l’agente affermò che Michalak non gli aveva permesso di esaminare da vicino la sua maglietta e la bruciatura sullo stomaco. L’agente gli chiese come mai il cappello e il guanto fossero bruciati mentre la testa e la mano non lo erano e Michalak non rispose. Contrariamente da quanto affermato da Michalak, l’agente riportò di avergli offerto un passaggio in auto, che fu rifiutato. In seguito al comportamento strano del suo interlocutore, l’agente si convinse, pur non avendo avvertito dall’alito odore di alcol, che Michalak fosse ubriaco. La Polizia chiese a Michalak di essere accompagnata sul luogo dell’incidente per fare un sopralluogo; il testimone si recò in zona con gli agenti, ma non riuscì a localizzare il posto. Gli investigatori scoprirono che Michalak aveva mentito su alcuni particolari della storia; ad esempio, l’uomo aveva affermato di avere bevuto al bar dell’albergo solo un caffè, mentre il barista ricordava di avergli servito alcune birre. Dopo averlo nuovamente interrogato, gli investigatori pensarono che Michalak aveva avuto un’allucinazione e che si fosse fatto lui stesso la bruciatura con una griglia da campeggio. Il 26 giugno, Michalak chiamò la polizia affermando di avere localizzato il luogo, mediante un sopralluogo effettuato nel fine settimana del 24-25 giugno insieme ad un conoscente, Gerald Hart; la cosa suscitò qualche sospetto, anche perché Hart era conosciuto dalla polizia come un sovversivo. Michalak consegnò alcuni campioni di terreno da lui prelevati, che presentavano traccia di radioattività; l'analisi dei campioni rivelò presenza di radio. Il 2 luglio, Michalak accompagnò sul luogo investigatori della polizia e dell’aeronautica militare, che trovarono tracce di radioattività su una zona molto piccola (circa 3 metri quadrati). Furono rinvenute tracce di tessuto carbonizzato appartenente alla maglietta di Michalak, mentre sulla vegetazione non furono trovate tracce di bruciature. Furono trovati anche alcuni pezzetti di metallo, che all’analisi risultarono composti da argento quasi puro (fra il 93 e il 98%), rame e cadmio. Per gli investigatori dell’aeronautica militare, gli esiti del sopralluogo non provavano la realtà della storia: Michalak avrebbe potuto contaminare i campioni di terreno con un po’ di radio (in modo che risultassero radioattivi) e collocare lui stesso i pezzetti di metallo ritrovati sul posto, mentre la radioattività riscontrata sul terreno poteva essere di origine naturale; alla fine, il caposquadrone Paul Bissky, incaricato di coordinare le indagini, si convinse che la storia era una frode, anche se ammise che la malattia di Michalak non era facilmente spiegabile. 
Il caso fu studiato anche dalla Commissione Condon e le indagini furono affidate al fisico Roy Craig. Questi accertò che nonostante la presenza in zona di numerose torrette antincendio, nessun testimone confermò l’avvistamento di strani velivoli; anche i radar che coprivano la zona non avevano segnalato nulla. Inoltre, nella direzione in cui si sarebbero diretti gli UFO c'era un campo da golf e nessuno dei giocatori ne riferì l'avvistamento. Appariva anche strano che sui campioni di terreno fosse stata rilevata radioattività e non ce ne fosse traccia sui resti della maglietta di Michalak e neanche sul suo corpo. Le condizioni di salute di Michalak dopo l’incidente potrebbero essere spiegate con reazioni alla puntura di qualche insetto, cosa che sarebbe confermata dal fatto che l’uomo soffrì di orticaria. Craig smentì inoltre le affermazioni di un’associazione ufologica, secondo cui sul luogo dell’incidente c’era una traccia circolare sul terreno; i sopralluoghi ufficiali non avevano rilevato nulla di ciò. La commissione Condon concluse che il caso presentava numerose inconsistenze e incongruenze. Pur non potendo spiegare con certezza la causa delle bruciature sul corpo del presunto testimone, le indagini condotte sul campo non avevano ottenuto le prove che egli avesse realmente incontrato un velivolo non convenzionale.

## Argomenti ufologici
Gli ufologi hanno rigettato l’ipotesi della frode per i seguenti motivi:
- diversi medici hanno attestato la realtà dei problemi di salute di Michalak;
- tra i suoi conoscenti, Michalak aveva la fama di essere un uomo tranquillo e rispettabile;
- non è pensabile che egli si sia inflitto da sé volontariamente le bruciature riscontrate sul suo corpo e che abbia organizzato un imbroglio così complesso per nulla, dato che dalla sua storia non ha ricavato denaro[8].

## Spiegazioni degli scettici
Per gli scettici, è sospetto che Michalak abbia impiegato oltre un mese per ritrovare il sito dell’incidente e abbia mentito su alcuni particolari, come quello delle consumazioni al bar. È inoltre sospetto che abbia rifiutato il passaggio in auto offerto dal poliziotto e abbia telefonato alla stampa appena arrivato in albergo. L’astronomo e ufologo scettico Donald Menzel, dopo aver esaminato il caso, ha ritenuto questa storia un imbroglio. L’unico aspetto concreto può essere quello delle condizioni di salute di Michalak dopo l’incidente, attestate da alcuni medici: Menzel ritiene che possano essere spiegate come conseguenze delle punture di qualche insetto; inoltre, l’uomo non andava dal medico da quasi un anno, pertanto non poteva dimostrare con certezza l’entità della sua perdita di peso. Le bruciature sul corpo potevano essere spiegate con una caduta sul barbecue.
Anche per lo scettico Aaron Sakulich, ricercatore alla Drexel University, le bruciature sullo stomaco di Michalak non provano necessariamente un incontro con un velivolo non convenzionale, sia esso extraterrestre o no; l’uomo potrebbe essersi provocato la bruciatura a seguito di disattenzione, favorita dalla precedente assunzione di alcolici. Non costituiscono una prova neanche i campioni di terreno prelevati da Michalak e risultati radioattivi: avrebbe potuto contaminarli lui stesso, con il radio prelevato dalle lancette di qualche vecchia sveglia (in passato, le lancette degli orologi venivano dipinte con questo metallo per renderle fosforescenti). Inoltre, facendo il meccanico, Michalak avrebbe potuto fabbricare lui stesso i pezzetti di metallo trovati sul posto, usando materiali in commercio. Quanto alle motivazioni, Michalak potrebbe avere inventato la storia non tanto per denaro, ma per desiderio di notorietà, che ha ottenuto con interviste da parte della stampa, inviti a trasmissioni televisive e persino con la pubblicazione di un libro sulla sua esperienza.